# Apol·loni Ofis
Apol·loni Ofis (en llatí Apollonius Ophis, en grec antic Άπολλώνιος ὁ Ὄφις), nascut a Ofis, (Regió del Pont) va ser un metge grec que va dir que Erotià va haver de fer un glossari de paraules difícils d'Hipòcrates usades per Baqueu de Tanagra. Va viure per tant al segle ii aC o segle i aC. Alguns diuen que era el mateix que Apol·loni de Pèrgam o també que Apol·loni Zer.